# Llista de topònims d'Alfara de Carles
Llista de topònims (noms propis de lloc) del municipi d'Alfara de Carles, al Baix Ebre
Informació actualitzada per un bot. Els canvis manuals es perdran quan s'actualitzi!

## arbre singular
| imatge | Nom                 | Ubicat a         | instància de   | Detalls                                                                               | coordenades                                                                                             | Protecció        | Commons (més fotos) | Dades a WD                    |
| ------ | ------------------- | ---------------- | -------------- | ------------------------------------------------------------------------------------- | --- | ---------------- | ------------------- | ----------------------------- |
|        | Teixos de l'Enclusa | Alfara de Carles | arbre singular | Taxon: teix (Taxus baccata) Ample: 14.4m Alt: 10m Perímetre: 4.15m                    | 40° 48′ 54″ N, 0° 16′ 48″ E / 40.814862°N,0.279886°E ca:L'Enclusa, barranc de la Paridora 1000 msnm     | arbre monumental |                     | Modifica les dades a Wikidata |
|        | pi de Casserres     | Alfara de Carles | arbre singular | Taxon: pi roig (Pinus sylvestris) Ample: 13.6m Alt: 17.35m Perímetre: 2.72m           | 40° 49′ 34″ N, 0° 19′ 02″ E / 40.82619°N,0.31724°E 1117 msnm                                            | arbre monumental | Pi de Casserres     | Modifica les dades a Wikidata |
|        | pi de Perillo       | Alfara de Carles | arbre singular | Taxon: pi blanc (Pinus halepensis) Ample: 19.5m Alt: 9m Perímetre: 4.6m               | 40° 54′ 02″ N, 0° 26′ 35″ E / 40.90053°N,0.44295°E ca:Font de Perera, prop del xalet de Rapons 310 msnm | arbre monumental | Pi del Perillo      | Modifica les dades a Wikidata |
|        | roures dels Ullals  | Alfara de Carles | arbre singular | Taxon: roure de fulla petita (Quercus faginea) Ample: 11m Alt: 22.5m Perímetre: 3.23m | 40° 51′ 31″ N, 0° 21′ 56″ E / 40.85868°N,0.36548°E ca:Font dels Ullals, vora la plaça de braus 387 msnm | arbre monumental | Roures de l'Ullal   | Modifica les dades a Wikidata |

## corral
| imatge | Nom                         | Ubicat a         | instància de   | Detalls | coordenades                                                          | Protecció | Commons (més fotos) | Dades a WD                    |
| ------ | --------------------------- | ---------------- | -------------- | ------- | -------------------------------------------------------------------- | --------- | ------------------- | ----------------------------- |
|        | Corral Delagossos           | Alfara de Carles | corral         |         | 40° 49′ 43″ N, 0° 20′ 18″ E / 40.8285453037327°N,0.338311703307131°E |           |                     | Modifica les dades a Wikidata |
|        | Corral Termar               | Alfara de Carles | corral         |         | 40° 49′ 55″ N, 0° 19′ 28″ E / 40.8318160300813°N,0.324353915538165°E |           |                     | Modifica les dades a Wikidata |
|        | Corralissa de la Coscollosa | Alfara de Carles | corral edifici |         | 40° 54′ 09″ N, 0° 25′ 00″ E / 40.9024086888586°N,0.416537048963633°E |           |                     | Modifica les dades a Wikidata |
|        | Quadra del Català           | Alfara de Carles | corral         |         | 40° 48′ 36″ N, 0° 19′ 36″ E / 40.8100743822038°N,0.326745458292353°E |           |                     | Modifica les dades a Wikidata |
|        | corral d'Adolf              | Alfara de Carles | corral         |         | 40° 51′ 59″ N, 0° 23′ 08″ E / 40.8665213070938°N,0.385637440085948°E |           |                     | Modifica les dades a Wikidata |
|        | corral de Catuda            | Alfara de Carles | corral         |         | 40° 51′ 35″ N, 0° 25′ 01″ E / 40.8597492102125°N,0.416855767785932°E |           |                     | Modifica les dades a Wikidata |
|        | corral de Catxapí           | Alfara de Carles | corral         |         | 40° 50′ 20″ N, 0° 19′ 21″ E / 40.8388354853359°N,0.322541585392826°E |           |                     | Modifica les dades a Wikidata |
|        | corral de Godoi             | Alfara de Carles | corral         |         | 40° 51′ 38″ N, 0° 23′ 39″ E / 40.8605612040347°N,0.394105318065168°E |           |                     | Modifica les dades a Wikidata |
|        | corral de Marí              | Alfara de Carles | corral         |         | 40° 51′ 38″ N, 0° 22′ 54″ E / 40.8605104643343°N,0.381531877865051°E |           |                     | Modifica les dades a Wikidata |
|        | corral de Morera            | Alfara de Carles | corral         |         | 40° 50′ 55″ N, 0° 20′ 48″ E / 40.8484834060008°N,0.346753525566913°E |           |                     | Modifica les dades a Wikidata |
|        | corral de Rogeli            | Alfara de Carles | corral         |         | 40° 52′ 28″ N, 0° 23′ 33″ E / 40.8743588980229°N,0.392460455722175°E |           |                     | Modifica les dades a Wikidata |
|        | corral de Sentelles         | Alfara de Carles | corral         |         | 40° 52′ 04″ N, 0° 24′ 14″ E / 40.8678258893231°N,0.403905551241117°E |           |                     | Modifica les dades a Wikidata |
|        | corral de Simeó             | Alfara de Carles | corral         |         | 40° 52′ 16″ N, 0° 22′ 55″ E / 40.871196117776°N,0.382071770230485°E  |           |                     | Modifica les dades a Wikidata |
|        | corral de Tomaset           | Alfara de Carles | corral         |         | 40° 51′ 31″ N, 0° 21′ 00″ E / 40.858500958627°N,0.349959984060048°E  |           |                     | Modifica les dades a Wikidata |
|        | corral de les Benjamines    | Alfara de Carles | corral         |         | 40° 51′ 13″ N, 0° 21′ 50″ E / 40.8535611231356°N,0.36392912838687°E  |           |                     | Modifica les dades a Wikidata |
|        | corral de les Oliveres      | Alfara de Carles | corral         |         | 40° 51′ 57″ N, 0° 23′ 13″ E / 40.8657232289496°N,0.386985811820646°E |           |                     | Modifica les dades a Wikidata |
|        | corral del Cabrero          | Alfara de Carles | corral         |         | 40° 50′ 42″ N, 0° 23′ 11″ E / 40.8448911652816°N,0.386251004018709°E |           |                     | Modifica les dades a Wikidata |
|        | corral del Coixo            | Alfara de Carles | corral         |         | 40° 53′ 12″ N, 0° 24′ 38″ E / 40.8867662131136°N,0.410642043869295°E |           |                     | Modifica les dades a Wikidata |
|        | corral del Maraco           | Alfara de Carles | corral         |         | 40° 50′ 19″ N, 0° 19′ 15″ E / 40.8385621568773°N,0.320856668745867°E |           |                     | Modifica les dades a Wikidata |
|        | corral del Perillo          | Alfara de Carles | corral         |         | 40° 54′ 05″ N, 0° 26′ 36″ E / 40.9014492856591°N,0.44339099369522°E  |           |                     | Modifica les dades a Wikidata |
|        | corral del Valent           | Alfara de Carles | corral         |         | 40° 53′ 43″ N, 0° 25′ 09″ E / 40.8951430668844°N,0.419087049353842°E |           |                     | Modifica les dades a Wikidata |
|        | corral dels Agustins        | Alfara de Carles | corral         |         | 40° 53′ 06″ N, 0° 24′ 56″ E / 40.8848793633241°N,0.415664597713467°E |           |                     | Modifica les dades a Wikidata |

## cova
| imatge | Nom                    | Ubicat a         | instància de | Detalls | coordenades                                                          | Protecció | Commons (més fotos) | Dades a WD                    |
| ------ | ---------------------- | ---------------- | ------------ | ------- | -------------------------------------------------------------------- | --------- | ------------------- | ----------------------------- |
|        | Cova Balaguer          | Alfara de Carles | cova         |         | 40° 48′ 38″ N, 0° 20′ 13″ E / 40.8105058719095°N,0.336828250114041°E |           |                     | Modifica les dades a Wikidata |
|        | Cova Ombria            | Alfara de Carles | cova         |         | 40° 50′ 46″ N, 0° 25′ 05″ E / 40.846096796459°N,0.418169149067121°E  |           |                     | Modifica les dades a Wikidata |
|        | Cova Pintada           | Alfara de Carles | cova         |         | 40° 50′ 37″ N, 0° 20′ 36″ E / 40.843565085916°N,0.343213751850808°E  |           |                     | Modifica les dades a Wikidata |
|        | Cova Quaresma          | Alfara de Carles | cova         |         | 40° 49′ 14″ N, 0° 18′ 30″ E / 40.8205449664608°N,0.308350564456495°E |           |                     | Modifica les dades a Wikidata |
|        | Cova Rovira            | Alfara de Carles | cova         |         | 40° 50′ 46″ N, 0° 23′ 25″ E / 40.8460708017321°N,0.390213653901887°E |           |                     | Modifica les dades a Wikidata |
|        | Cova Solana            | Alfara de Carles | cova         |         | 40° 50′ 48″ N, 0° 25′ 10″ E / 40.8467667925101°N,0.419530888824959°E |           |                     | Modifica les dades a Wikidata |
|        | Coveta Negra           | Alfara de Carles | cova         |         | 40° 50′ 39″ N, 0° 24′ 27″ E / 40.8442963073973°N,0.40737462392197°E  |           |                     | Modifica les dades a Wikidata |
|        | Coveta del Carbassó    | Alfara de Carles | cova         |         | 40° 50′ 42″ N, 0° 21′ 11″ E / 40.8449546325416°N,0.353109413493004°E |           |                     | Modifica les dades a Wikidata |
|        | Forat del Riu d'Algars | Alfara de Carles | cova         |         | 40° 48′ 48″ N, 0° 16′ 44″ E / 40.8132841470604°N,0.278757672017012°E |           |                     | Modifica les dades a Wikidata |
|        | cova d'en Pol          | Alfara de Carles | cova         |         | 40° 50′ 41″ N, 0° 21′ 05″ E / 40.8446075739302°N,0.351332262479205°E |           |                     | Modifica les dades a Wikidata |
|        | cova de Bus            | Alfara de Carles | cova         |         | 40° 52′ 05″ N, 0° 22′ 31″ E / 40.8680851174396°N,0.375182191269565°E |           |                     | Modifica les dades a Wikidata |
|        | cova de Carrer Ample   | Alfara de Carles | cova         |         | 40° 52′ 12″ N, 0° 21′ 29″ E / 40.8700102933053°N,0.358126894576042°E |           |                     | Modifica les dades a Wikidata |
|        | cova de la Menta       | Alfara de Carles | cova         |         | 40° 52′ 15″ N, 0° 21′ 49″ E / 40.8708116908537°N,0.363624304314103°E |           |                     | Modifica les dades a Wikidata |
|        | cova del Colom         | Alfara de Carles | cova         |         | 40° 52′ 39″ N, 0° 22′ 53″ E / 40.8774862694768°N,0.381420339783265°E |           |                     | Modifica les dades a Wikidata |
|        | cova del Grau          | Alfara de Carles | cova         |         | 40° 53′ 44″ N, 0° 25′ 48″ E / 40.8954231378286°N,0.430008346907095°E |           |                     | Modifica les dades a Wikidata |
|        | cova del Tormo         | Alfara de Carles | cova         |         | 40° 50′ 10″ N, 0° 22′ 31″ E / 40.8362141823463°N,0.375408783403302°E |           |                     | Modifica les dades a Wikidata |
|        | cova del Tort          | Alfara de Carles | cova         |         | 40° 52′ 49″ N, 0° 25′ 46″ E / 40.8803593388111°N,0.429428487702645°E |           |                     | Modifica les dades a Wikidata |
|        | cova del Tossal        | Alfara de Carles | cova         |         | 40° 53′ 04″ N, 0° 23′ 06″ E / 40.8843383202014°N,0.38488847257169°E  |           |                     | Modifica les dades a Wikidata |
|        | cova del Vidre         | Alfara de Carles | cova         |         | 40° 52′ 37″ N, 0° 22′ 39″ E / 40.8769484483742°N,0.377573054565122°E |           |                     | Modifica les dades a Wikidata |
|        | cova dels Adells       | Alfara de Carles | cova         |         | 40° 51′ 20″ N, 0° 20′ 45″ E / 40.8556698879989°N,0.345920939686932°E |           |                     | Modifica les dades a Wikidata |
|        | coves del Castell      | Alfara de Carles | cova         |         | 40° 51′ 02″ N, 0° 21′ 38″ E / 40.8505714931475°N,0.360417987883944°E |           |                     | Modifica les dades a Wikidata |

## edifici
| imatge | Nom              | Ubicat a         | instància de | Detalls                     | coordenades                                                          | Protecció                                  | Commons (més fotos) | Dades a WD                    |
| ------ | ---------------- | ---------------- | ------------ | --------------------------- | -------------------------------------------------------------------- | ------------------------------------------ | ------------------- | ----------------------------- |
|        | Fàbrica Pallarés | Alfara de Carles | edifici      | Estil: arquitectura popular | 40° 51′ 24″ N, 0° 22′ 09″ E / 40.856784°N,0.36909°E                  | bé integrant del patrimoni cultural català | Fàbrica Pallarés    | Modifica les dades a Wikidata |
|        | Granja de Forés  | Alfara de Carles | edifici      |                             | 40° 51′ 28″ N, 0° 23′ 06″ E / 40.8579070438669°N,0.385086641099815°E |                                            |                     | Modifica les dades a Wikidata |

## església
| imatge | Nom                                       | Ubicat a         | instància de              | Detalls                                                   | coordenades                                                 | Protecció                                  | Commons (més fotos)            | Dades a WD                    |
| ------ | ----------------------------------------- | ---------------- | ------------------------- | --------------------------------------------------------- | ----------------------------------------------------------- | ------------------------------------------ | ------------------------------ | ----------------------------- |
|        | Antiga església parroquial de Sant Agustí | Alfara de Carles | església                  | Estil: arquitectura romànica                              | 40° 52′ 23″ N, 0° 24′ 00″ E / 40.87311°N,0.40008°E          | bé cultural d'interès local                |                                | Modifica les dades a Wikidata |
|        | Sant Agustí d'Alfara de Carles            | Alfara de Carles | església                  | Estil: arquitectura barroca Anomenat per: Agustí d'Hipona | 40° 52′ 22″ N, 0° 24′ 01″ E / 40.8728°N,0.400362°E 333 msnm | bé cultural d'interès local                | Sant Agustí d'Alfara de Carles | Modifica les dades a Wikidata |
|        | Sant Julià de Carles                      | Alfara de Carles | església edifici històric | Estil: arquitectura gòtica                                | 40° 51′ 05″ N, 0° 21′ 32″ E / 40.8515°N,0.35891°E 400 msnm  | bé cultural d'interès local                |                                | Modifica les dades a Wikidata |
|        | Santa Llúcia del Toscar                   | Alfara de Carles | església                  | Estil: arquitectura barroca arquitectura popular          | 40° 51′ 24″ N, 0° 22′ 10″ E / 40.8568°N,0.369528°E 325 msnm | bé cultural d'interès local                | Santa Llúcia del Toscar        | Modifica les dades a Wikidata |
|        | Santa Magdalena del Toscar                | Alfara de Carles | església ermita           | Estil: arquitectura popular                               | 40° 50′ 41″ N, 0° 21′ 14″ E / 40.8446°N,0.35382°E 485 msnm  | bé integrant del patrimoni cultural català | Santa Magdalena del Toscar     | Modifica les dades a Wikidata |

## font
| imatge | Nom                  | Ubicat a         | instància de | Detalls | coordenades                                                          | Protecció | Commons (més fotos) | Dades a WD                    |
| ------ | -------------------- | ---------------- | ------------ | ------- | -------------------------------------------------------------------- | --------- | ------------------- | ----------------------------- |
|        | font d'Aixendro      | Alfara de Carles | font         |         | 40° 50′ 54″ N, 0° 24′ 38″ E / 40.8484472800105°N,0.410522089182602°E |           |                     | Modifica les dades a Wikidata |
|        | font d'en Solà       | Alfara de Carles | font         |         | 40° 51′ 58″ N, 0° 24′ 44″ E / 40.866012254543°N,0.412174882591623°E  |           |                     | Modifica les dades a Wikidata |
|        | font de Cova Pintada | Alfara de Carles | font         |         | 40° 50′ 36″ N, 0° 20′ 38″ E / 40.8432915968798°N,0.343853285938153°E |           |                     | Modifica les dades a Wikidata |
|        | font de Nadal        | Alfara de Carles | font         |         | 40° 54′ 17″ N, 0° 26′ 41″ E / 40.9045943837946°N,0.444682516666533°E |           |                     | Modifica les dades a Wikidata |
|        | font de l'Ullal      | Alfara de Carles | font         |         | 40° 51′ 39″ N, 0° 21′ 49″ E / 40.860969664276°N,0.363741996961824°E  |           |                     | Modifica les dades a Wikidata |
|        | font de les Gúbies   | Alfara de Carles | font         |         | 40° 50′ 12″ N, 0° 22′ 07″ E / 40.8365390698672°N,0.368719171409096°E |           |                     | Modifica les dades a Wikidata |
|        | font del Llamp       | Alfara de Carles | font         |         | 40° 50′ 08″ N, 0° 21′ 11″ E / 40.835648747142°N,0.353041048270114°E  |           |                     | Modifica les dades a Wikidata |
|        | font del Mascar      | Alfara de Carles | font         |         | 40° 48′ 44″ N, 0° 19′ 38″ E / 40.8122385286424°N,0.32723942736704°E  |           |                     | Modifica les dades a Wikidata |
|        | font dels Bassiets   | Alfara de Carles | font         |         | 40° 49′ 14″ N, 0° 20′ 45″ E / 40.8205821605155°N,0.34569670157945°E  |           |                     | Modifica les dades a Wikidata |

## granja
| imatge | Nom                 | Ubicat a         | instància de | Detalls | coordenades                                                          | Protecció | Commons (més fotos) | Dades a WD                    |
| ------ | ------------------- | ---------------- | ------------ | ------- | -------------------------------------------------------------------- | --------- | ------------------- | ----------------------------- |
|        | Granges de Gràcio   | Alfara de Carles | granja       |         | 40° 52′ 29″ N, 0° 24′ 07″ E / 40.8747252499896°N,0.401903408623011°E |           |                     | Modifica les dades a Wikidata |
|        | Granges de Jan      | Alfara de Carles | granja       |         | 40° 52′ 19″ N, 0° 24′ 03″ E / 40.8719328416242°N,0.400695551996444°E |           |                     | Modifica les dades a Wikidata |
|        | Granges de Joan     | Alfara de Carles | granja       |         | 40° 52′ 21″ N, 0° 23′ 50″ E / 40.8725473921744°N,0.397194827029066°E |           |                     | Modifica les dades a Wikidata |
|        | Granges de Masó     | Alfara de Carles | granja       |         | 40° 52′ 41″ N, 0° 24′ 00″ E / 40.8780230304499°N,0.399958771349544°E |           |                     | Modifica les dades a Wikidata |
|        | Granges de Ricard   | Alfara de Carles | granja       |         | 40° 52′ 23″ N, 0° 23′ 54″ E / 40.8729595133437°N,0.39829406665416°E  |           |                     | Modifica les dades a Wikidata |
|        | Granges de Sanxo    | Alfara de Carles | granja       |         | 40° 51′ 33″ N, 0° 23′ 02″ E / 40.859032298731°N,0.383867888999666°E  |           |                     | Modifica les dades a Wikidata |
|        | Granges del Rito    | Alfara de Carles | granja       |         | 40° 52′ 15″ N, 0° 23′ 58″ E / 40.8707711399117°N,0.399507005499781°E |           |                     | Modifica les dades a Wikidata |
|        | Granja Julià        | Alfara de Carles | granja       |         | 40° 52′ 35″ N, 0° 23′ 58″ E / 40.8763159470939°N,0.399349220580428°E |           |                     | Modifica les dades a Wikidata |
|        | Granja d'Àlvar      | Alfara de Carles | granja       |         | 40° 52′ 19″ N, 0° 23′ 40″ E / 40.8719646446359°N,0.394524155922367°E |           |                     | Modifica les dades a Wikidata |
|        | Granja de Catuda    | Alfara de Carles | granja       |         | 40° 51′ 37″ N, 0° 24′ 18″ E / 40.8602783885523°N,0.405125819271694°E |           |                     | Modifica les dades a Wikidata |
|        | Granja de Catxapí   | Alfara de Carles | granja       |         | 40° 51′ 48″ N, 0° 23′ 10″ E / 40.8634361157468°N,0.386221548211286°E |           |                     | Modifica les dades a Wikidata |
|        | Granja de Joan      | Alfara de Carles | granja       |         | 40° 52′ 21″ N, 0° 23′ 44″ E / 40.8724807618277°N,0.395441304740916°E |           |                     | Modifica les dades a Wikidata |
|        | Granja de Liberto   | Alfara de Carles | granja       |         | 40° 51′ 27″ N, 0° 22′ 47″ E / 40.8575519562812°N,0.379762229395627°E |           |                     | Modifica les dades a Wikidata |
|        | Granja de Liceo     | Alfara de Carles | granja       |         | 40° 51′ 04″ N, 0° 21′ 31″ E / 40.8511497971983°N,0.358532703396539°E |           |                     | Modifica les dades a Wikidata |
|        | Granja de Riber     | Alfara de Carles | granja       |         | 40° 51′ 36″ N, 0° 23′ 02″ E / 40.8599163575986°N,0.383927990133684°E |           |                     | Modifica les dades a Wikidata |
|        | Granja de Sentelles | Alfara de Carles | granja       |         | 40° 52′ 33″ N, 0° 23′ 51″ E / 40.8759655553423°N,0.397393121070809°E |           |                     | Modifica les dades a Wikidata |
|        | Granja de Taleca    | Alfara de Carles | granja       |         | 40° 52′ 31″ N, 0° 24′ 22″ E / 40.8753081296463°N,0.406188066341998°E |           |                     | Modifica les dades a Wikidata |
|        | Granja de Valent    | Alfara de Carles | granja       |         | 40° 52′ 34″ N, 0° 24′ 20″ E / 40.8760684511877°N,0.405553182454491°E |           |                     | Modifica les dades a Wikidata |
|        | Granja de Vallès    | Alfara de Carles | granja       |         | 40° 52′ 20″ N, 0° 23′ 32″ E / 40.8721441975827°N,0.392108374821658°E |           |                     | Modifica les dades a Wikidata |
|        | Granja de l'Adolf   | Alfara de Carles | granja       |         | 40° 52′ 31″ N, 0° 23′ 50″ E / 40.875211400134°N,0.397102287264377°E  |           |                     | Modifica les dades a Wikidata |
|        | Granja del Galerenc | Alfara de Carles | granja       |         | 40° 51′ 37″ N, 0° 25′ 07″ E / 40.8603049179299°N,0.418744206943743°E |           |                     | Modifica les dades a Wikidata |

## indret
| imatge | Nom             | Ubicat a         | instància de | Detalls | coordenades                                                          | Protecció | Commons (més fotos) | Dades a WD                    |
| ------ | --------------- | ---------------- | ------------ | ------- | -------------------------------------------------------------------- | --------- | ------------------- | ----------------------------- |
|        | Era de la Vila  | Alfara de Carles | indret       |         | 40° 52′ 31″ N, 0° 24′ 02″ E / 40.8753694465558°N,0.400513583416683°E |           |                     | Modifica les dades a Wikidata |
|        | Pla del Savinar | Alfara de Carles | indret       |         | 40° 53′ 06″ N, 0° 24′ 23″ E / 40.885°N,0.406464°E 500 msnm           |           |                     | Modifica les dades a Wikidata |

## masia
| imatge | Nom                        | Ubicat a         | instància de | Detalls | coordenades                                                          | Protecció | Commons (més fotos) | Dades a WD                    |
| ------ | -------------------------- | ---------------- | ------------ | ------- | -------------------------------------------------------------------- | --------- | ------------------- | ----------------------------- |
|        | Caseta d'Alejandro         | Alfara de Carles | masia        |         | 40° 51′ 06″ N, 0° 24′ 13″ E / 40.851779641582°N,0.403702055439767°E  |           |                     | Modifica les dades a Wikidata |
|        | Caseta de Catxapí          | Alfara de Carles | masia        |         | 40° 52′ 47″ N, 0° 25′ 01″ E / 40.8796321175117°N,0.417043671631567°E |           |                     | Modifica les dades a Wikidata |
|        | Caseta de Joaquim del Llop | Alfara de Carles | masia        |         | 40° 51′ 09″ N, 0° 24′ 24″ E / 40.8524498150554°N,0.406665150096446°E |           |                     | Modifica les dades a Wikidata |
|        | Caseta de Mandúria         | Alfara de Carles | masia        |         | 40° 51′ 46″ N, 0° 22′ 51″ E / 40.8627647548205°N,0.380849835219013°E |           |                     | Modifica les dades a Wikidata |
|        | Caseta del Coixo           | Alfara de Carles | masia        |         | 40° 51′ 39″ N, 0° 24′ 54″ E / 40.860713551803°N,0.414872633608392°E  |           |                     | Modifica les dades a Wikidata |
|        | Mas Covanxos               | Alfara de Carles | masia        |         | 40° 53′ 18″ N, 0° 24′ 45″ E / 40.8883299533984°N,0.412491895424884°E |           |                     | Modifica les dades a Wikidata |
|        | Mas Fontanals              | Alfara de Carles | masia        |         | 40° 53′ 03″ N, 0° 24′ 31″ E / 40.8840465505625°N,0.408659376107602°E |           |                     | Modifica les dades a Wikidata |
|        | Mas d'Agustí               | Alfara de Carles | masia        |         | 40° 53′ 09″ N, 0° 25′ 07″ E / 40.88590332134°N,0.41851906503226°E    |           |                     | Modifica les dades a Wikidata |
|        | Mas d'Albalat              | Alfara de Carles | masia        |         | 40° 50′ 57″ N, 0° 23′ 21″ E / 40.8492508704248°N,0.389044982418436°E |           |                     | Modifica les dades a Wikidata |
|        | Mas d'en Custodi           | Alfara de Carles | masia        |         | 40° 51′ 26″ N, 0° 22′ 38″ E / 40.8570882404559°N,0.37719438228489°E  |           |                     | Modifica les dades a Wikidata |
|        | Mas d'Àuria                | Alfara de Carles | masia        |         | 40° 51′ 51″ N, 0° 23′ 09″ E / 40.8640372994381°N,0.385723326744191°E |           |                     | Modifica les dades a Wikidata |
|        | Mas de Catuda              | Alfara de Carles | masia        |         | 40° 51′ 36″ N, 0° 24′ 52″ E / 40.8600578952235°N,0.414554098573758°E |           |                     | Modifica les dades a Wikidata |
|        | Mas de Catura              | Alfara de Carles | masia        |         | 40° 51′ 03″ N, 0° 21′ 12″ E / 40.8507122414508°N,0.353200412785102°E |           |                     | Modifica les dades a Wikidata |
|        | Mas de Catxapí             | Alfara de Carles | masia        |         | 40° 51′ 58″ N, 0° 22′ 55″ E / 40.8661755853603°N,0.381913690027212°E |           |                     | Modifica les dades a Wikidata |
|        | Mas de Cifuentes           | Alfara de Carles | masia        |         | 40° 51′ 35″ N, 0° 24′ 07″ E / 40.859722484308°N,0.402039292805697°E  |           |                     | Modifica les dades a Wikidata |
|        | Mas de Clementet           | Alfara de Carles | masia        |         | 40° 50′ 40″ N, 0° 21′ 10″ E / 40.8443795421395°N,0.352776489666335°E |           |                     | Modifica les dades a Wikidata |
|        | Mas de Colorado            | Alfara de Carles | masia        |         | 40° 52′ 59″ N, 0° 24′ 50″ E / 40.8831386157025°N,0.413952202282265°E |           |                     | Modifica les dades a Wikidata |
|        | Mas de Conrado             | Alfara de Carles | masia        |         | 40° 51′ 38″ N, 0° 25′ 01″ E / 40.8605872061186°N,0.416870644958152°E |           |                     | Modifica les dades a Wikidata |
|        | Mas de Cortiella           | Alfara de Carles | masia        |         | 40° 51′ 56″ N, 0° 24′ 38″ E / 40.8655978161538°N,0.410565582288632°E |           |                     | Modifica les dades a Wikidata |
|        | Mas de Fabra               | Alfara de Carles | masia        |         | 40° 49′ 06″ N, 0° 20′ 08″ E / 40.818458535996°N,0.335632646592677°E  |           |                     | Modifica les dades a Wikidata |
|        | Mas de Fontana             | Alfara de Carles | masia        |         | 40° 50′ 43″ N, 0° 21′ 27″ E / 40.8453786358835°N,0.357457329405808°E |           |                     | Modifica les dades a Wikidata |
|        | Mas de Marí                | Alfara de Carles | masia        |         | 40° 52′ 59″ N, 0° 23′ 22″ E / 40.8829662300447°N,0.389523423842318°E |           |                     | Modifica les dades a Wikidata |
|        | Mas de Modesto             | Alfara de Carles | masia        |         | 40° 51′ 33″ N, 0° 24′ 18″ E / 40.8593022056483°N,0.404974125652179°E |           |                     | Modifica les dades a Wikidata |
|        | Mas de Morilla             | Alfara de Carles | masia        |         | 40° 51′ 38″ N, 0° 24′ 31″ E / 40.8605539645876°N,0.408567378666861°E |           |                     | Modifica les dades a Wikidata |
|        | Mas de Nel·lo              | Alfara de Carles | masia        |         | 40° 51′ 06″ N, 0° 23′ 48″ E / 40.8517542574701°N,0.396585808272109°E |           |                     | Modifica les dades a Wikidata |
|        | Mas de Pata                | Alfara de Carles | masia        |         | 40° 51′ 05″ N, 0° 21′ 25″ E / 40.8512592814304°N,0.357021888775057°E |           |                     | Modifica les dades a Wikidata |
|        | Mas de Pere                | Alfara de Carles | masia        |         | 40° 50′ 44″ N, 0° 21′ 11″ E / 40.845450657595°N,0.353137107743913°E  |           |                     | Modifica les dades a Wikidata |
|        | Mas de Perot               | Alfara de Carles | masia        |         | 40° 50′ 43″ N, 0° 22′ 48″ E / 40.8451636292114°N,0.380001477957746°E |           |                     | Modifica les dades a Wikidata |
|        | Mas de Quelo               | Alfara de Carles | masia        |         | 40° 49′ 45″ N, 0° 18′ 53″ E / 40.8292491387422°N,0.314674379021133°E |           |                     | Modifica les dades a Wikidata |
|        | Mas de Sabater             | Alfara de Carles | masia        |         | 40° 49′ 04″ N, 0° 20′ 13″ E / 40.8177054721672°N,0.336955091284206°E |           |                     | Modifica les dades a Wikidata |
|        | Mas de Safran              | Alfara de Carles | masia        |         | 40° 52′ 50″ N, 0° 24′ 43″ E / 40.8805328028049°N,0.411822654401498°E |           |                     | Modifica les dades a Wikidata |
|        | Mas de Sanxo               | Alfara de Carles | masia        |         | 40° 51′ 30″ N, 0° 23′ 01″ E / 40.8583067255711°N,0.383647327384008°E |           |                     | Modifica les dades a Wikidata |
|        | Mas de Sebastià            | Alfara de Carles | masia        |         | 40° 50′ 45″ N, 0° 21′ 17″ E / 40.8456951670289°N,0.354764179235344°E |           |                     | Modifica les dades a Wikidata |
|        | Mas de Soldevila           | Alfara de Carles | masia        |         | 40° 50′ 26″ N, 0° 19′ 24″ E / 40.8405137966306°N,0.323446518976384°E |           |                     | Modifica les dades a Wikidata |
|        | Mas de Tomaset             | Alfara de Carles | masia        |         | 40° 51′ 50″ N, 0° 24′ 13″ E / 40.8639436923321°N,0.403499636764697°E |           |                     | Modifica les dades a Wikidata |
|        | Mas de Valent              | Alfara de Carles | masia        |         | 40° 53′ 22″ N, 0° 25′ 31″ E / 40.8893846067132°N,0.425399670439157°E |           |                     | Modifica les dades a Wikidata |
|        | Mas de Venanci             | Alfara de Carles | masia        |         | 40° 52′ 41″ N, 0° 25′ 16″ E / 40.8779860529551°N,0.421166139252323°E |           |                     | Modifica les dades a Wikidata |
|        | Mas de Vidal               | Alfara de Carles | masia        |         | 40° 50′ 56″ N, 0° 24′ 29″ E / 40.8487613853563°N,0.408066375602652°E |           |                     | Modifica les dades a Wikidata |
|        | Mas de l'Amadeu            | Alfara de Carles | masia        |         | 40° 52′ 17″ N, 0° 22′ 44″ E / 40.8713142424804°N,0.37894647835404°E  |           |                     | Modifica les dades a Wikidata |
|        | Mas de l'Atans             | Alfara de Carles | masia        |         | 40° 50′ 33″ N, 0° 22′ 13″ E / 40.842482535711°N,0.37039250389123°E   |           |                     | Modifica les dades a Wikidata |
|        | Mas de l'Ereta             | Alfara de Carles | masia        |         | 40° 51′ 56″ N, 0° 22′ 04″ E / 40.865601008731°N,0.367758249107835°E  |           |                     | Modifica les dades a Wikidata |
|        | Mas de l'Ullal             | Alfara de Carles | masia        |         | 40° 51′ 35″ N, 0° 21′ 55″ E / 40.8596100621383°N,0.365338184445616°E |           |                     | Modifica les dades a Wikidata |
|        | Mas de l'Àngel             | Alfara de Carles | masia        |         | 40° 51′ 59″ N, 0° 22′ 23″ E / 40.8662702812495°N,0.373011485966892°E |           |                     | Modifica les dades a Wikidata |
|        | Mas de la Canaleta         | Alfara de Carles | masia        |         | 40° 51′ 53″ N, 0° 22′ 16″ E / 40.8647673192999°N,0.371089570673185°E |           |                     | Modifica les dades a Wikidata |
|        | Mas de la Clàudia          | Alfara de Carles | masia        |         | 40° 50′ 49″ N, 0° 21′ 21″ E / 40.8470735417239°N,0.355954753368501°E |           |                     | Modifica les dades a Wikidata |
|        | Mas de la Patuda           | Alfara de Carles | masia        |         | 40° 49′ 27″ N, 0° 20′ 12″ E / 40.8241311402676°N,0.336721613356413°E |           |                     | Modifica les dades a Wikidata |
|        | Mas de la Roca             | Alfara de Carles | masia        |         | 40° 50′ 40″ N, 0° 23′ 22″ E / 40.8445039038667°N,0.389433049849866°E |           |                     | Modifica les dades a Wikidata |
|        | Mas de la Xurrera          | Alfara de Carles | masia        |         | 40° 51′ 39″ N, 0° 24′ 37″ E / 40.8608019686578°N,0.410384715317005°E |           |                     | Modifica les dades a Wikidata |
|        | Mas de les Camarilles      | Alfara de Carles | masia        |         | 40° 52′ 06″ N, 0° 22′ 46″ E / 40.8681969805053°N,0.379306781955849°E |           |                     | Modifica les dades a Wikidata |
|        | Mas de n'Adell             | Alfara de Carles | masia        |         | 40° 52′ 53″ N, 0° 24′ 46″ E / 40.8814270226743°N,0.41273718882632°E  |           |                     | Modifica les dades a Wikidata |
|        | Mas del Binso              | Alfara de Carles | masia        |         | 40° 50′ 34″ N, 0° 22′ 54″ E / 40.8428056886661°N,0.381671836546972°E |           |                     | Modifica les dades a Wikidata |
|        | Mas del Campetxe           | Alfara de Carles | masia        |         | 40° 51′ 03″ N, 0° 23′ 35″ E / 40.8507980435717°N,0.392934214732424°E |           |                     | Modifica les dades a Wikidata |
|        | Mas del Conserge           | Alfara de Carles | masia        |         | 40° 50′ 39″ N, 0° 21′ 24″ E / 40.8441071442637°N,0.356606460574634°E |           |                     | Modifica les dades a Wikidata |
|        | Mas del Josep Mas          | Alfara de Carles | masia        |         | 40° 51′ 44″ N, 0° 23′ 09″ E / 40.8622904069988°N,0.385744607876171°E |           |                     | Modifica les dades a Wikidata |
|        | Mas del Maraco             | Alfara de Carles | masia        |         | 40° 52′ 22″ N, 0° 21′ 26″ E / 40.872807470096°N,0.35732652392111°E   |           |                     | Modifica les dades a Wikidata |
|        | Mas del Marquès            | Alfara de Carles | masia        |         | 40° 53′ 31″ N, 0° 26′ 21″ E / 40.8919795415298°N,0.439186103327688°E |           |                     | Modifica les dades a Wikidata |
|        | Mas del Patut              | Alfara de Carles | masia        |         | 40° 50′ 43″ N, 0° 22′ 30″ E / 40.845290233205°N,0.3750257488937°E    |           |                     | Modifica les dades a Wikidata |
|        | Mas del Pebot              | Alfara de Carles | masia        |         | 40° 51′ 37″ N, 0° 24′ 36″ E / 40.860299554324°N,0.4100721150047°E    |           |                     | Modifica les dades a Wikidata |
|        | Mas del Quimo              | Alfara de Carles | masia        |         | 40° 52′ 21″ N, 0° 24′ 27″ E / 40.8724187965425°N,0.407475617779156°E |           |                     | Modifica les dades a Wikidata |
|        | Mas del Xocolato           | Alfara de Carles | masia        |         | 40° 48′ 56″ N, 0° 19′ 07″ E / 40.8154630472171°N,0.318704396080392°E |           |                     | Modifica les dades a Wikidata |
|        | Masada de Diego            | Alfara de Carles | masia        |         | 40° 51′ 36″ N, 0° 24′ 17″ E / 40.8600683980877°N,0.404600159718561°E |           |                     | Modifica les dades a Wikidata |
|        | Masia del Ratllat          | Alfara de Carles | masia        |         | 40° 51′ 43″ N, 0° 23′ 39″ E / 40.862069416209°N,0.394283443801298°E  |           |                     | Modifica les dades a Wikidata |
|        | Planilla de Clavendet      | Alfara de Carles | masia        |         | 40° 51′ 47″ N, 0° 23′ 18″ E / 40.86294560597°N,0.38842383021642°E    |           |                     | Modifica les dades a Wikidata |
|        | Xalet d'Anguera            | Alfara de Carles | masia        |         | 40° 48′ 25″ N, 0° 19′ 46″ E / 40.8070032049989°N,0.329476667467122°E |           |                     | Modifica les dades a Wikidata |
|        | Xalet d'Espuny             | Alfara de Carles | masia        |         | 40° 48′ 23″ N, 0° 19′ 32″ E / 40.8064089668088°N,0.325600584054265°E |           |                     | Modifica les dades a Wikidata |
|        | Xalet de Bages             | Alfara de Carles | masia        |         | 40° 48′ 23″ N, 0° 19′ 58″ E / 40.8063469523926°N,0.332644266482605°E |           |                     | Modifica les dades a Wikidata |
|        | Xalet de Blanc             | Alfara de Carles | masia        |         | 40° 50′ 43″ N, 0° 21′ 16″ E / 40.8452490562986°N,0.354556574119261°E |           |                     | Modifica les dades a Wikidata |
|        | Xalet de Rapons            | Alfara de Carles | masia        |         | 40° 54′ 02″ N, 0° 26′ 29″ E / 40.9006819557035°N,0.441283801415557°E |           |                     | Modifica les dades a Wikidata |
|        | Xalet de Romero            | Alfara de Carles | masia        |         | 40° 51′ 00″ N, 0° 21′ 06″ E / 40.849973859888°N,0.351640350340696°E  |           |                     | Modifica les dades a Wikidata |
|        | Xalet de Santiago de Gussa | Alfara de Carles | masia        |         | 40° 53′ 56″ N, 0° 25′ 56″ E / 40.8989521249628°N,0.432352619339837°E |           |                     | Modifica les dades a Wikidata |
|        | Xalet de Solà              | Alfara de Carles | masia        |         | 40° 48′ 20″ N, 0° 19′ 57″ E / 40.805472702689°N,0.332620026615264°E  |           |                     | Modifica les dades a Wikidata |
|        | Xalet del Mangraner        | Alfara de Carles | masia        |         | 40° 48′ 39″ N, 0° 19′ 38″ E / 40.8107357435263°N,0.327299773443791°E |           |                     | Modifica les dades a Wikidata |
|        | Xalets d'Ossera            | Alfara de Carles | masia        |         | 40° 53′ 26″ N, 0° 26′ 12″ E / 40.8905621117489°N,0.436605857561819°E |           |                     | Modifica les dades a Wikidata |

## molí d'aigua
| imatge | Nom                   | Ubicat a         | instància de | Detalls | coordenades                                                          | Protecció | Commons (més fotos) | Dades a WD                    |
| ------ | --------------------- | ---------------- | ------------ | ------- | -------------------------------------------------------------------- | --------- | ------------------- | ----------------------------- |
|        | Molí de Julià         | Alfara de Carles | molí d'aigua |         | 40° 51′ 33″ N, 0° 23′ 15″ E / 40.859084815848°N,0.3875304255705°E    |           |                     | Modifica les dades a Wikidata |
|        | Molí de les Planilles | Alfara de Carles | molí d'aigua |         | 40° 51′ 37″ N, 0° 23′ 52″ E / 40.8603014409227°N,0.397757626785775°E |           |                     | Modifica les dades a Wikidata |

## muntanya
| imatge | Nom                         | Ubicat a                                  | instància de | Detalls | coordenades | Protecció | Commons (més fotos)          | Dades a WD                    |
| ------ | --------------------------- | ----------------------------------------- | ------------ | ------- | --- | --------- | ---------------------------- | ----------------------------- |
|        | Cap de la Faixa Blanca      | Alfara de Carles                          | muntanya     |         | 40° 52′ 58″ N, 0° 22′ 10″ E / 40.8828°N,0.369417°E 1022.8 msnm                                                                     |           |                              | Modifica les dades a Wikidata |
|        | Lo Crespí                   | Alfara de Carles                          | muntanya     |         | 40° 52′ 42″ N, 0° 23′ 22″ E / 40.8783°N,0.3895°E 493.3 msnm                                                                        |           |                              | Modifica les dades a Wikidata |
|        | Lo Pou Sec                  | Alfara de Carles                          | muntanya     |         | 40° 53′ 37″ N, 0° 23′ 52″ E / 40.89361111°N,0.39763889°E 883.8 msnm                                                                |           |                              | Modifica les dades a Wikidata |
|        | Mola Carrascosa             | Alfara de Carles                          | muntanya     |         | 40° 53′ 01″ N, 0° 22′ 23″ E / 40.8836°N,0.373°E 1025.8 msnm                                                                        |           |                              | Modifica les dades a Wikidata |
|        | Mola de Lino                | Alfara de Carles                          | muntanya     |         | 40° 49′ 00″ N, 0° 16′ 17″ E / 40.81652778°N,0.2715°E 1207.9 msnm                                                                   |           |                              | Modifica les dades a Wikidata |
|        | Moletes de Venanci          | Alfara de Carles                          | muntanya     |         | 40° 48′ 54″ N, 0° 17′ 03″ E / 40.815°N,0.284028°E 1134.8 msnm                                                                      |           |                              | Modifica les dades a Wikidata |
|        | Punta de Farrúbio           | Alfara de Carles Tortosa                  | muntanya     |         | 40° 50′ 09″ N, 0° 23′ 34″ E / 40.83586111°N,0.39288889°E 792 msnm                                                                  |           |                              | Modifica les dades a Wikidata |
|        | Punta de Marranya           | Alfara de Carles                          | muntanya     |         | 40° 51′ 49″ N, 0° 21′ 03″ E / 40.86352778°N,0.35083333°E 1079.8 msnm                                                               |           |                              | Modifica les dades a Wikidata |
|        | Punta de l'Edrera           | Alfara de Carles                          | muntanya     |         | 40° 51′ 44″ N, 0° 20′ 49″ E / 40.86211111°N,0.34708333°E 1080.2 msnm                                                               |           |                              | Modifica les dades a Wikidata |
|        | Punta de la Miranda         | Alfara de Carles                          | muntanya     |         | 40° 51′ 38″ N, 0° 22′ 17″ E / 40.8606°N,0.371333°E 442 msnm                                                                        |           |                              | Modifica les dades a Wikidata |
|        | Punta del Bassiol           | Alfara de Carles                          | muntanya     |         | 40° 52′ 38″ N, 0° 21′ 51″ E / 40.8771°N,0.364028°E 1164.2 msnm                                                                     |           |                              | Modifica les dades a Wikidata |
|        | Roca Campanari              | Alfara de Carles                          | muntanya     |         | 40° 49′ 58″ N, 0° 20′ 31″ E / 40.83280556°N,0.342°E 1116 msnm                                                                      |           |                              | Modifica les dades a Wikidata |
|        | Roca Puga                   | Alfara de Carles                          | muntanya     |         | 40° 49′ 50″ N, 0° 20′ 41″ E / 40.83066667°N,0.34475°E 1069.2 msnm                                                                  |           |                              | Modifica les dades a Wikidata |
|        | Tossa de la Canal del Rito  | Alfara de Carles                          | muntanya     |         | 40° 48′ 47″ N, 0° 15′ 55″ E / 40.813°N,0.265389°E 1197.2 msnm                                                                      |           |                              | Modifica les dades a Wikidata |
|        | Tossa de la Reina           | Alfara de Carles Tortosa                  | muntanya     |         | 40° 49′ 39″ N, 0° 21′ 50″ E / 40.82738889°N,0.36383333°E 1114.4 msnm                                                               |           |                              | Modifica les dades a Wikidata |
|        | Tossal de Montclí           | Alfara de Carles                          | muntanya     |         | 40° 53′ 09″ N, 0° 22′ 59″ E / 40.8858°N,0.382917°E 962 msnm                                                                        |           | Tossal de Montclí            | Modifica les dades a Wikidata |
|        | Tosses del Coll d'en Fuster | Xerta Alfara de Carles                    | muntanya     |         | 40° 53′ 10″ N, 0° 26′ 00″ E / 40.88608333°N,0.43330556°E 351.5 msnm                                                                |           |                              | Modifica les dades a Wikidata |
|        | Tosseta Rasa                | Alfara de Carles Horta de Sant Joan       | muntanya     |         | 40° 50′ 42″ N, 0° 19′ 39″ E / 40.845019°N,0.327442°E 1217 msnm                                                                     |           |                              | Modifica les dades a Wikidata |
|        | l'Espina                    | Horta de Sant Joan Alfara de Carles Paüls | muntanya     |         | 40° 52′ 46″ N, 0° 21′ 39″ E / 40.8793690775°N,0.360899310112°E 1181 msnm                                                           |           | L'Espina (Alfara de Carles)  | Modifica les dades a Wikidata |
|        | la Coscollosa               | Alfara de Carles                          | muntanya     |         | 40° 54′ 09″ N, 0° 24′ 49″ E / 40.9025°N,0.41361111111111°E 40° 54′ 09″ N, 0° 24′ 49″ E / 40.9023779146°N,0.413558589612°E 879 msnm |           |                              | Modifica les dades a Wikidata |
|        | la Moleta                   | Alfara de Carles                          | muntanya     |         | 40° 53′ 57″ N, 0° 25′ 04″ E / 40.899297°N,0.417868°E 812 msnm                                                                      |           | La Moleta (Alfara de Carles) | Modifica les dades a Wikidata |
|        | la Tossa                    | Xerta Alfara de Carles                    | muntanya     |         | 40° 52′ 11″ N, 0° 24′ 55″ E / 40.86977778°N,0.41530556°E 552.8 msnm                                                                |           |                              | Modifica les dades a Wikidata |

## nucli de població
| imatge | Nom             | Ubicat a         | instància de      | Detalls | coordenades                                                        | Protecció | Commons (més fotos) | Dades a WD                    |
| ------ | --------------- | ---------------- | ----------------- | ------- | ------------------------------------------------------------------ | --------- | ------------------- | ----------------------------- |
|        | el Toscar       | Alfara de Carles | nucli de població |         | 40° 50′ 45″ N, 0° 21′ 17″ E / 40.845729633807°N,0.35484500092927°E |           |                     | Modifica les dades a Wikidata |
|        | la Vall Cervera | Alfara de Carles | nucli de població |         | 40° 51′ 08″ N, 0° 24′ 24″ E / 40.852313755286°N,0.40677586473725°E |           |                     | Modifica les dades a Wikidata |

## pedrera
| imatge | Nom              | Ubicat a         | instància de | Detalls | coordenades                                                          | Protecció | Commons (més fotos) | Dades a WD                    |
| ------ | ---------------- | ---------------- | ------------ | ------- | -------------------------------------------------------------------- | --------- | ------------------- | ----------------------------- |
|        | Pedrera de Riber | Alfara de Carles | pedrera      |         | 40° 51′ 52″ N, 0° 22′ 43″ E / 40.8643862968665°N,0.378484235657259°E |           |                     | Modifica les dades a Wikidata |
|        | Pedrera del Gall | Alfara de Carles | pedrera      |         | 40° 49′ 27″ N, 0° 19′ 06″ E / 40.8242566428221°N,0.318433016544311°E |           |                     | Modifica les dades a Wikidata |
|        | la Pedrera       | Alfara de Carles | pedrera      |         | 40° 51′ 41″ N, 0° 25′ 07″ E / 40.8614009737021°N,0.418618580580584°E |           |                     | Modifica les dades a Wikidata |

## pont
| imatge | Nom            | Ubicat a         | instància de | Detalls | coordenades                                                          | Protecció | Commons (més fotos) | Dades a WD                    |
| ------ | -------------- | ---------------- | ------------ | ------- | -------------------------------------------------------------------- | --------- | ------------------- | ----------------------------- |
|        | Pont del Coixo | Alfara de Carles | pont         |         | 40° 51′ 39″ N, 0° 25′ 06″ E / 40.8608800506387°N,0.418282906772221°E |           |                     | Modifica les dades a Wikidata |
|        | lo Passet      | Alfara de Carles | pont         |         | 40° 52′ 18″ N, 0° 23′ 50″ E / 40.8715855564745°N,0.397279981633161°E |           |                     | Modifica les dades a Wikidata |

## serra
| imatge | Nom               | Ubicat a                            | instància de | Detalls | coordenades                                                             | Protecció | Commons (més fotos)          | Dades a WD                    |
| ------ | ----------------- | ----------------------------------- | ------------ | ------- | ----------------------------------------------------------------------- | --------- | ---------------------------- | ----------------------------- |
|        | Montaspre         | Alfara de Carles Paüls              | serra        |         | 40° 53′ 52″ N, 0° 24′ 04″ E / 40.89766667°N,0.40116667°E 884 883.8 msnm |           | Montaspre (Alfara de Carles) | Modifica les dades a Wikidata |
|        | Rases del Maraco  | Alfara de Carles Horta de Sant Joan | serra        |         | 40° 51′ 42″ N, 0° 20′ 47″ E / 40.86155556°N,0.34641667°E 1129 msnm      |           | Rases del Maraco             | Modifica les dades a Wikidata |
|        | Serra de l'Espina | Alfara de Carles Paüls              | serra        |         | 40° 52′ 47″ N, 0° 21′ 44″ E / 40.87964722°N,0.36220278°E 1181.6 msnm    |           | Serra de l'Espina            | Modifica les dades a Wikidata |

## vèrtex geodèsic
| imatge | Nom        | Ubicat a         | instància de    | Detalls   | coordenades                                                       | Protecció | Commons (més fotos) | Dades a WD                    |
| ------ | ---------- | ---------------- | --------------- | --------- | ----------------------------------------------------------------- | --------- | ------------------- | ----------------------------- |
|        | Coscollosa | Alfara de Carles | vèrtex geodèsic | Alt: 1.2m | 40° 54′ 08″ N, 0° 24′ 49″ E / 40.902357°N,0.413557°E 879.533 msnm |           |                     | Modifica les dades a Wikidata |
|        | Espina     | Alfara de Carles | vèrtex geodèsic | Alt: 1.2m | 40° 52′ 46″ N, 0° 21′ 39″ E / 40.87935°N,0.360909°E 1180.966 msnm |           |                     | Modifica les dades a Wikidata |

## Misc
| imatge | Nom                                  | Ubicat a                                                                                                 | instància de                                   | Detalls                             | coordenades                                                                                         | Protecció                                                                                        | Commons (més fotos)                             | Dades a WD                    |
| ------ | ------------------------------------ | --- | ---------------------------------------------- | ----------------------------------- | --------------------------------------------------------------------------------------------------- | ------------------------------------------------------------------------------------------------ | ----------------------------------------------- | ----------------------------- |
|        | Alfara de Carles                     | Alfara de Carles                                                                                         | entitat singular de població capital municipal | 363 hab                             | 40° 52′ 25″ N, 0° 24′ 01″ E / 40.87366°N,0.40017°E 334 msnm                                         |                                                                                                  |                                                 | Modifica les dades a Wikidata |
|        | Barranc de la Conca (Aldover)        | Alfara de Carles Xerta Aldover                                                                           | curs d'aigua                                   | Llarg: 15.5km                       | 40° 51′ 06″ N, 0° 21′ 47″ E / 40.8517°N,0.362981°E                                                  |                                                                                                  |                                                 | Modifica les dades a Wikidata |
|        | Castell de Carles                    | Alfara de Carles                                                                                         | castell                                        | Estil: arquitectura romànica        | 40° 51′ 02″ N, 0° 21′ 34″ E / 40.8505°N,0.359522°E 432 msnm                                         | bé d'interès cultural bé cultural d'interès nacional                                             | Castell de Carles                               | Modifica les dades a Wikidata |
|        | Coll de Morera                       | Alfara de Carles                                                                                         | collada                                        |                                     | 40° 50′ 50″ N, 0° 21′ 00″ E / 40.8472°N,0.350072°E 571.9 msnm                                       |                                                                                                  |                                                 | Modifica les dades a Wikidata |
|        | Parc natural dels Ports              | Arnes Horta de Sant Joan Prat de Comte Alfara de Carles Paüls Roquetes Tortosa Mas de Barberans la Sénia | parc natural àrea protegida parc natural       | 2001 Superfície: 35050 35404.4537ha | 40° 48′ 28″ N, 0° 19′ 07″ E / 40.80783056°N,0.31860278°E                                            |                                                                                                  | Els Ports Natural Park                          | Modifica les dades a Wikidata |
|        | Torre-campanar de l'església         | Alfara de Carles                                                                                         | torre de defensa                               |                                     | 40° 52′ 22″ N, 0° 24′ 01″ E / 40.872834°N,0.400269°E ca:Església parroquial de Sant Agustí 335 msnm | bé d'interès cultural bé cultural d'interès nacional                                             | Torre-campanar de l'església (Alfara de Carles) | Modifica les dades a Wikidata |
|        | casa consistorial d'Alfara de Carles | Alfara de Carles                                                                                         | casa consistorial                              |                                     | 40° 52′ 23″ N, 0° 24′ 02″ E / 40.8730087°N,0.4005055°E                                              |                                                                                                  |                                                 | Modifica les dades a Wikidata |
|        | prop de la Cova Pintada              | Alfara de Carles                                                                                         | jaciment arqueològic gruta amb art rupestre    |                                     | 40° 50′ 32″ N, 0° 20′ 24″ E / 40.8422°N,0.33997°E                                                   | bé d'interès cultural lloc component de Patrimoni de la Humanitat bé cultural d'interès nacional |                                                 | Modifica les dades a Wikidata |
|        | refugi Caro UEC                      | Alfara de Carles                                                                                         | refugi de muntanya                             | 1965-09-25 Hi passa: GR 171         | 40° 48′ 37″ N, 0° 20′ 16″ E / 40.8102°N,0.337781°E 1090 msnm                                        |                                                                                                  | Refugi Caro UEC                                 | Modifica les dades a Wikidata |